# Jakov Fak
Jakov Fak, né le 1er août 1987 à Rijeka, est un biathlète croate à l'origine, naturalisé slovène. Il décide en effet de changer de nationalité sportive à l'aube de la saison 2010-2011, après avoir apporté à la Croatie sa première médaille olympique en biathlon en 2010 et sa première médaille mondiale en 2009. Il devient champion du monde du 20 km individuel en 2012 et du départ en masse en 2015. En 2018, après une saison blanche, il gagne sa deuxième médaille olympique, cette fois pour la Slovénie, en argent sur l'individuel.

## Biographie

### Sous les couleurs croates
Il apparaît au niveau international pour la première fois en 2002 pour les Championnats du monde junior. En décembre 2006, il fait ses débuts en Coupe du monde à Hochfilzen et en 2007 aux Championnats du monde. Après une victoire au championnat du monde de biathlon d'été chez les juniors, il émerge au plus haut niveau lors de la saison 2008-2009 où il marque ses premiers points en Coupe du monde (37e) à Östersund, puis est quinzième à Hochfilzen et remporte une médaille de bronze aux mondiaux de Pyeongchang sur l'individuel, remporté par Ole Einar Bjørndalen (19/20 au tir).
En 2009-2010, il obtient des résultats similaires, sans aucun top dix jusqu'au sprint des Jeux olympiques de Vancouver, où il arrache la médaille de bronze à l'issue d'une course caractérisée par le vent et la neige qui favorise les premiers dossards. Il s'agit de la première médaille de la Croatie aux Jeux d'hiver en dehors du ski alpin. Il est aussi neuvième de la mass start.

### Depuis 2010: dans l'équipe de Slovénie
Croate, Jakov Fak s'est pourtant longtemps entraîné avec l'équipe de Slovénie en raison d'absence d'infrastructures en Croatie. Après les médailles aux Championnats du monde et aux Jeux olympiques de Vancouver, l'entraîneur de la Slovénie a alors exigé que Fak devienne slovène. Jakov Fak est alors naturalisé en novembre 2010 slovène à la suite de cette exigence.
Dès sa première étape de Coupe du monde sous les couleurs slovènes il est performant avec son podium sur la poursuite à Östersund.
En 2012, il devient le premier Slovène à obtenir un titre aux Championnats du monde, avec sa victoire sur l'individuel. Il remporte aussi la médaille d'argent au relais mixte, la première de la Slovénie dans la discipline.

### 2013-2015: deuxième titre mondial
Pour commencer la saison 2012-2013, il est loin des meilleurs à Östersund, ne pénétrant pas le top trente. Il réagit rapidement, puisqu'il sort vainqueur de la poursuite d'Hochfilzen, puis du sprint de Pokljuka, en Slovénie. Après deux autres podiums à Antholz, il signe son cinquième podium en grande compétition, grâce à sa médaille de bronze au sprint des Mondiaux de Nové Město. Il est quatrième du classement général de la Coupe du monde cet hiver, faisant son entrée dans le top dix.
Aux Jeux olympiques de Sotchi en 2014, Jakov Fak échoue à remporter une médaille, finissant notamment quatrième de la mass start. Il se consolera néanmoins en fin de saison avec un succès prestigieux sur le sprint d'Holmenkollen.
Au mois de février 2015, comptant déjà trois podiums cet hiver, il réalise son premier doublé s'imposant sur le sprint et la poursuite à Nové Město.
En 2015, aux Championnats du monde 2015, il devient champion du monde pour la deuxième fois en s'imposant cette fois-ci dans la mass start au sprint devant Ondřej Moravec. De retour à la Coupe du monde, il est gagnant d'une deuxième mass start consécutive, à Khanty-Mansiïsk, sa huitième victoire en général. En fin de saison, il sécurise sa place sur le podium du classement général de la Coupe du monde avec le troisième rang.

### 2016-2017: saison blanche
Durant l'hiver 2015-2016, Jakov Fak ne parvient pas à rééditer ses performances de l'an passé, n'arrivant en forme que pour les Championnats du monde d'Oslo, où il termine notamment cinquième de la poursuite. Malade de la grippe, Jakov Fak met un terme prématurément à sa saison après les mondiaux. À l'automne 2016, il devient père d'une petite fille . Il fait son retour en Coupe du monde seulement en janvier 2017 lors de l'étape de Ruhpolding, où il ne brille guère. Il décide alors de prendre une pause prolongée afin de mieux préparer la saison olympique à venir.

### 2018: médaillé olympique avec la Slovénie
Jakov Fak valide sa préparation et se rassure sur sa condition au début de l'hiver 2017-2018 en alignant trois podiums consécutifs en Coupe du monde. Aux Jeux olympiques d'hiver de 2018, il termine tout d'abord 23e du sprint, puis 47e de la poursuite. Il décroche ensuite la médaille d'argent sur l'individuel derrière Johannes Thingnes Bø, huit ans après sa première médaille olympique gagnée avec la Croatie.

### 2025: une neuvième victoire sur le tard
Dix ans après sa dernière victoire individuelle en Coupe du monde, Jakov Fak renoue à l'âge de 37 ans avec la première marche du podium en remportant brillamment à domicile, à Pokljuka, l'individuel court 15 km. Il signe l'un des rares sans faute au tir et réalise une solide course sur les skis dans des conditions pourtant difficiles.

## Palmarès

### Jeux olympiques
Aux Jeux olympiques de Vancouver, Jakov Fak court encore sous les couleurs de son pays d'origine, la Croatie, dont il est le porte-drapeau à la cérémonie d'ouverture.
| Nat.     | Édition / Épreuve | Individuel                         | Sprint                              | Poursuite | Mass start | Relais | Relais mixte                     |
| -------- | ----------------- | ---------------------------------- | ----------------------------------- | --------- | ---------- | ------ | -------------------------------- |
| Croatie  | Vancouver 2010    | 51e                                | Médaille de bronze, Jeux olympiques | 25e       | 9e         | —      | Épreuve inexistante à cette date |
| Slovénie | Sotchi 2014       | 32e                                | 10e                                 | 31e       | 4e         | 6e     | —                                |
| Slovénie | Pyeongchang 2018  | Médaille d'argent, Jeux olympiques | 23e                                 | 47e       | 10e        | —      | 14e                              |
| Slovénie | Pékin 2022        | 29e                                | 26e                                 | 26e       | —          | 11e    | 20e                              |

Légende :
- : première place, médaille d'or
- : deuxième place, médaille d'argent
- : troisième place, médaille de bronze
- : pas d'épreuve
- — : non disputée par Fak

### Championnats du monde
| Nat.     | Édition / Épreuve       | Individuel                | Sprint                    | Poursuite | Mass start           | Relais | Relais mixte             | Relais mixte simple              |
| -------- | ----------------------- | ------------------------- | ------------------------- | --------- | -------------------- | ------ | ------------------------ | -------------------------------- |
| Croatie  | Antholz 2007            | 93e                       | 78e                       | —         | —                    | —      | —                        | Épreuve inexistante à cette date |
| Croatie  | Östersund 2008          | N.P.                      | 69e                       | —         | —                    | —      | —                        | Épreuve inexistante à cette date |
| Croatie  | Pyeongchang 2009        | Médaille de bronze, monde | 14e                       | 25e       | 19e                  | —      | —                        | Épreuve inexistante à cette date |
| Slovénie | Ruhpolding 2012         | Médaille d'or, monde      | 11e                       | 8e        | —                    | —      | Médaille d'argent, monde | Épreuve inexistante à cette date |
| Slovénie | Nové Město 2013         | 20e                       | Médaille de bronze, monde | 6e        | 19e                  | 13e    | 5e                       | Épreuve inexistante à cette date |
| Slovénie | Kontiolahti 2015        | 10e                       | 14e                       | 8e        | Médaille d'or, monde | 8e     | 15e                      | Épreuve inexistante à cette date |
| Slovénie | Holmenkollen 2016       | 6e                        | 39e                       | 5e        | 7e                   | —      | 13e                      | Épreuve inexistante à cette date |
| Slovénie | Östersund 2019          | 42e                       | 17e                       | 26e       | 14e                  | 5e     | —                        | —                                |
| Slovénie | Antholz-Anterselva 2020 | 4e                        | 45e                       | 21e       | 15e                  | 5e     | —                        | —                                |
| Slovénie | Pokljuka 2021           | 20e                       | 34e                       | 34e       | 5e                   | 8e     | 16e                      | 13e                              |
| Slovénie | Oberhof 2023            | —                         | 63e                       | —         | —                    | 9e     | —                        | 7e                               |
| Slovénie | Nové Město 2024         | 9e                        | 27e                       | 24e       | 6e                   | 11e    | 9e                       | 18e                              |
| Slovénie | Lenzerheide 2025        | 6e                        | 11e                       | 6e        | 13e                  | 13e    | 11e                      | 6e                               |

Légende :
- : première place, médaille d'or
- : deuxième place, médaille d'argent
- : troisième place, médaille de bronze
- — : non disputée par Fak
- : pas d'épreuve
- N.P. : non-partant

### Coupe du monde
- Meilleur classement général : 3e en 2015.
- 29 podiums individuels : 9 victoires, 6 deuxièmes places et 14 troisièmes places.
- 1 podium en relais mixte : 1 deuxième place.

 Dernière mise à jour le 13 mars 2025 

#### Détail des victoires
| Saison / Épreuve | Individuel                | Sprint       | Poursuite  | Mass start                                 | Total |
| 2011-2012        | Ruhpolding (Ch. du monde) |              |            |                                            | 1     |
| 2012-2013        |                           | Pokljuka     | Hochfilzen |                                            | 2     |
| 2013-2014        |                           | Holmenkollen |            |                                            | 1     |
| 2014-2015        |                           | Nové Město   | Nové Město | Kontiolahti (Ch. du monde) Khanty-Mansiïsk | 4     |
| 2024-2025        | Pokljuka                  |              |            |                                            | 1     |
| Total            | 2                         | 3            | 2          | 2                                          | 9     |

#### Classements en Coupe du monde
| Saison    | Individuel | Individuel | Sprint | Sprint   | Poursuite | Poursuite | Mass start | Mass start | Général | Général  |
| Saison    | Points     | Position   | Points | Position | Points    | Position  | Points     | Position   | Points  | Position |
| --------- | ---------- | ---------- | ------ | -------- | --------- | --------- | ---------- | ---------- | ------- | -------- |
| 2006-2007 | -          | nc         | -      | nc       |           |           |            |            | -       | nc       |
| 2007-2008 | -          | nc         | -      | nc       |           |           |            |            | -       | nc       |
| 2008-2009 | 74         | 12e        | 49     | 50e      | 19        | 62e       | 22         | 41e        | 164     | 44e      |
| 2009-2010 | -          | nc         | 100    | 34e      | 77        | 27e       | 32         | 35e        | 209     | 38e      |
| 2010-2011 | 37         | 36e        | 178    | 18e      | 99        | 23e       | 61         | 29e        | 375     | 24e      |
| 2011-2012 | 113        | 2e         | 167    | 21e      | 154       | 18e       | 111        | 16e        | 545     | 17e      |
| 2012-2013 | 39         | 27e        | 302    | 4e       | 214       | 9e        | 154        | 8e         | 709     | 4e       |
| 2013-2014 | 43         | 15e        | 189    | 17e      | 194       | 10e       | 71         | 17e        | 497     | 12e      |
| 2014-2015 | 91         | 8e         | 337    | 4e       | 282       | 3e        | 204        | 2e         | 883     | 3e       |
| 2015-2016 | 43         | 25e        | 52     | 50e      | 107       | 29e       | 36         | 34e        | 238     | 34e      |
| 2016-2017 |            |            | -      | nc       | -         | nc        |            |            | -       | nc       |
| 2017-2018 | 56         | 8e         | 205    | 8e       | 195       | 7e        | 153        | 8e         | 602     | 6e       |
| 2018-2019 | 43         | 24e        | 101    | 30e      | 101       | 27e       | 83         | 22e        | 328     | 26e      |
| 2019-2020 | 72         | 12e        | 159    | 15e      | 94        | 15e       | 142        | 11e        | 467     | 14e      |
| 2020-2021 | 56         | 12e        | 224    | 12e      | 209       | 11e       | 149        | 6e         | 693     | 11e      |
| 2021-2022 | '          | 46e        | '      | 45e      | '         | 46e       |            |            | 99      | 50e      |
| 2022-2023 | '          | 15e        | '      | 21e      | '         | 17e       | '          | 21e        | 401     | 19e      |
| 2023-2024 | '          | 29e        | '      | 20e      | '         | 19e       | '          | 34e        | 313     | 24e      |
| 2024-2025 | '          | 2e         | '      | 14e      | '         | 14e       | '          | 11e        | 618     | 14e      |

### IBU Cup
- 1 podium : 1 victoire.

### City-Biathlon(de)
- 1 podium : une victoire (2024)[10]